# Joop Wittermans
Pour les articles homonymes, voir Wittermans.
 (janvier 2019).
Joop Wittermans, né le 1er novembre 1946 à Burgum, est un acteur néerlandais.

## Filmographie

### Cinéma
- 1980 : Het teken van het beest : le maître de cérémonie
- 1996 : De nieuwe moeder (nl) : le Veilleur de nuit
- 1996 : De Gouden Swipe (nl) : Wilco Heerema
- 2000 : De Fûke (nl) : Koopman
- 2001 : Nynke : le Chef d'orchestre
- 2003 : Van God Los (nl) : Vader van Anna
- 2004 : Godforsaken (nl) de Pieter Kuijpers : Père de Anna[2]
- 2009 : The Storm : Job
- 2009 : De Hel van '63 (nl) : Wolf[3]
- 2013 : Roffa (nl) : Gerrit
- 2013 : Pony Place de Joost Reijmers : Wim
- 2014 : Bak : Sjerp Bak
- 2015 : Uitzicht :	Rieks
- 2017 : Sinterklaasjournaal (nl) :Lid Dokkumse Diepfrieze Dakkapel

### Téléfilms
- 1983-1984 : Herenstraat 10 (nl) : Sjaak
- 1992 : Goede tijden, slechte tijden : Jan-Henk Gerritse
- 1993-1995 : Vrouwenvleugel (nl) : Trip Wittebol
- 1996-1997 : Fort Alpha (nl) : Piet Zeeburg
- 2008-2009 : Bit : Hidde Wierda
- 2009 : Zeg 'ns Aaa (nl) : Léon van Zuylen

## Vie privée
Il est le père de l'acteur Mads Wittermans